# Noetselerberg
De Noetselerberg (Nedersaksisch: Noselerbearg) is een 59,5 meter hoge heuvel in de gemeente Hellendoorn in de Nederlandse provincie Overijssel. De heuvel maakt deel uit van het Nationaal Park Sallandse Heuvelrug.
In het noorden gaat de heuvelrug over in de Nijverdalse Berg, in het zuidwesten in de Haarlerberg. Tussen de Noetselerberg en de Haarlerberg ligt een smeltwaterdal.
Op de Noetselerberg bevindt zich een uitkijkpunt.

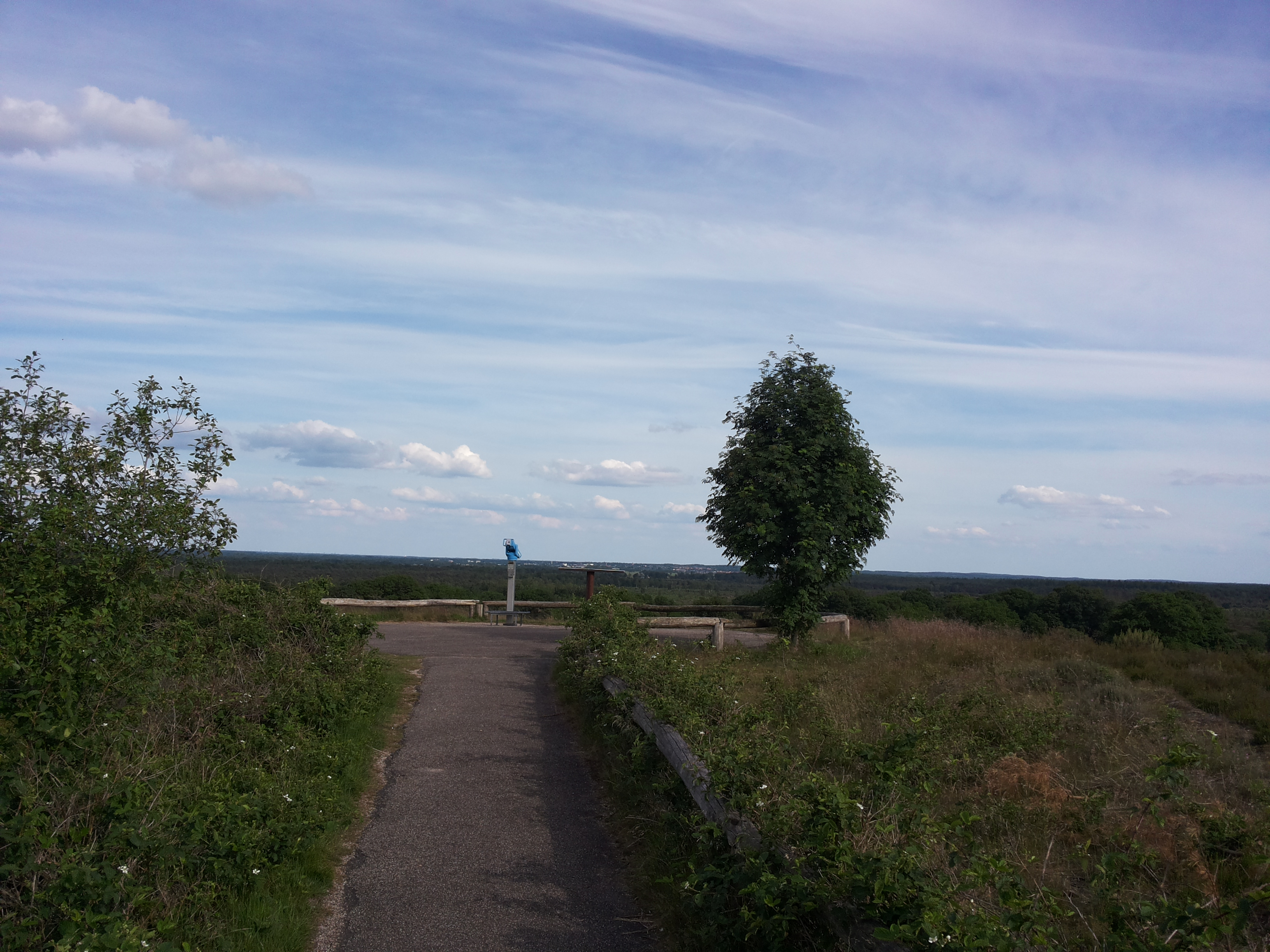
Uitzichtspunt op Noetselerberg
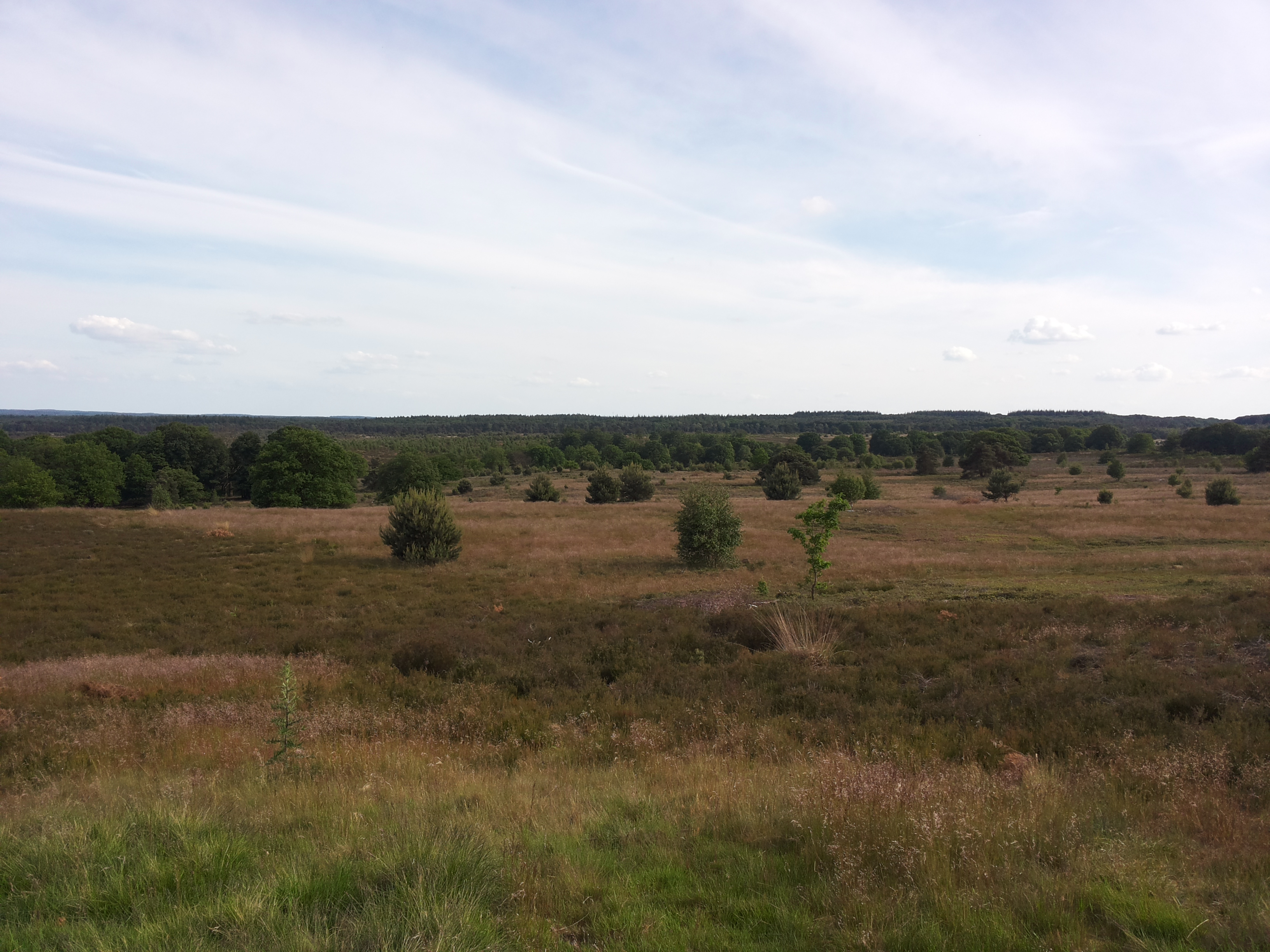
Uitzicht vanaf de Noetselerberg
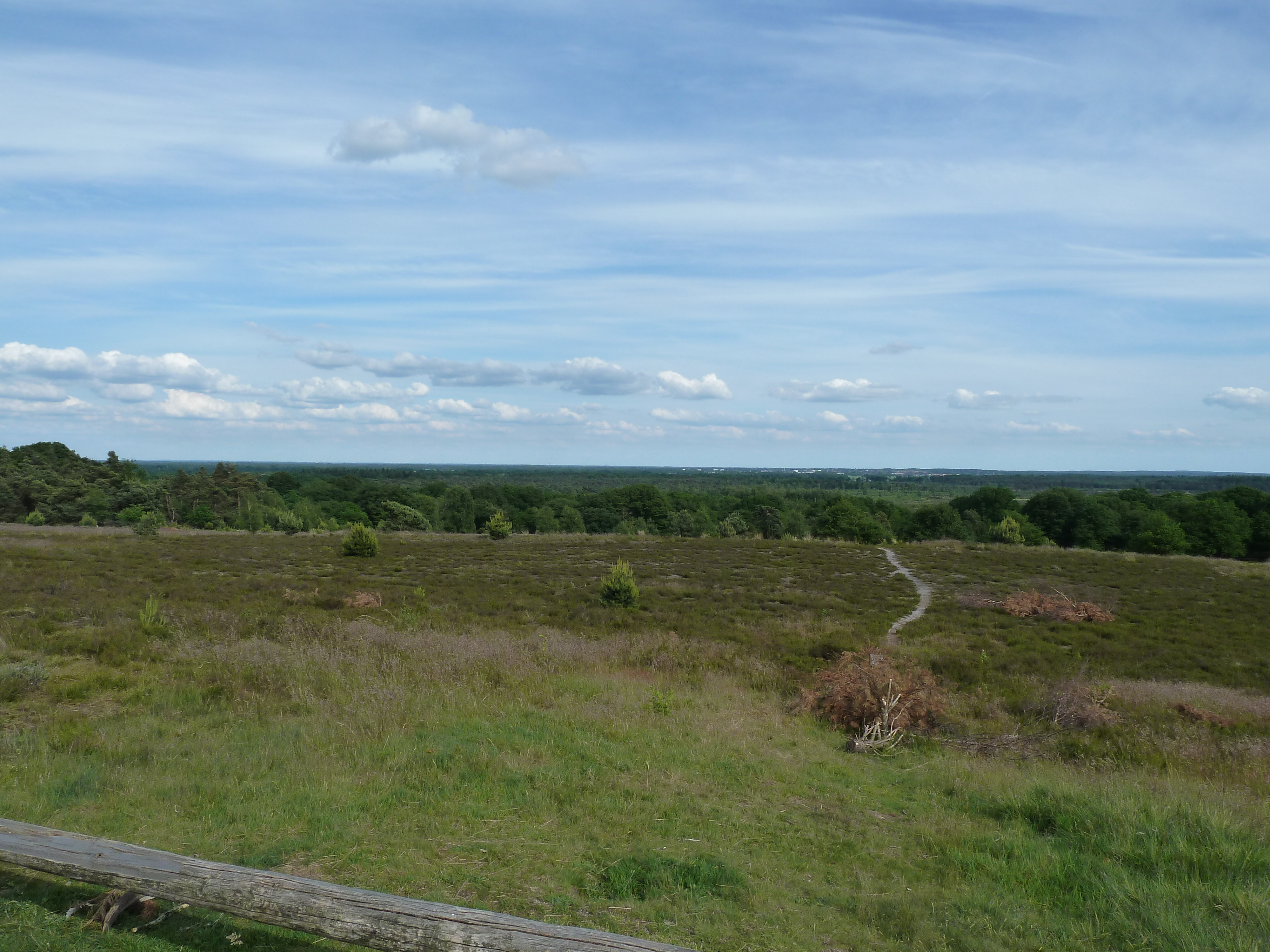
Uitzicht vanaf de Noetselerberg